# Sensible Soccer
Sensible Soccer ist eine Fußballsimulation aus dem Jahre 1992, die von Sensible Software entwickelt und von Renegade vermarktet wurde.
Das Fußballspiel wurde zuerst für den Amiga und den Atari ST auf den Markt gebracht, bevor es schließlich auch zu Umsetzungen für PC und verschiedene Videospielkonsolen wie zum Beispiel dem SNES, Sega Mega Drive, Sega Mega-CD und Sega Game Gear gekommen ist.

## Spielbeschreibung
Das Spiel glänzte eher durch gute Spielbarkeit als durch großartige Grafik, es galt jedoch trotzdem lange Zeit als eine der besten Fußballsimulationen. Man konnte bei diesem Spiel aus 64 Clubs und 34 Nationalmannschaften auswählen, deren Namen genauso wie die der Spieler veränderbar waren. Man hatte darüber hinaus die Möglichkeit, eigene Ligen mit bis zu 20 Teams zu erstellen.

## Rezeption
Sensible World of Soccer (1994) wurde im März 2007 in die Game Kanon gewählt, eine Liste von Computerspielen, die als Meilensteine gelten. Die Library of Congress griff den Vorschlag auf und begann mit der Langzeitarchivierung von bedeutenden Videospielen, beginnend mit den Spielen dieser Liste.
Die Royal Mail brachte 2020 einen Satz von zwölf Briefmarken mit Motiven aus britischen Computerspielen heraus, in dem ein Wert Sensible Soccer abbildet.

## Spiele der Serie
| Title                                                  | Jahr der Erscheinung | Systeme | Notes |
| ------------------------------------------------------ | -------------------- | --- | --- |
| Sensible Soccer                                        | 1992                 | Amiga, CD³², DOS, Atari ST, SNES, Game Boy, Sega Mega Drive, Atari Jaguar, Sega Mega-CD, Sega Game Gear, Acorn Archimedes | Der „Standard-Name“ für die Serie. Die Konsolenumsetzungen basieren alle auf Sensible Soccer 92/93, wurden aber nur „Sensible Soccer“ genannt (DOS-Version umgesetzt von Wave Software, Jaguar Version umgesetzt von Krisalis Software).                                                                     |
| Sensible Soccer 92/93                                  | 1992                 | Amiga, Atari ST | Leicht verbesserte Version von Sensible Soccer, inklusive roten und gelben Karten |
| Sensible World of Soccer                               | 1994                 | Amiga, DOS | Beinhaltet den Titelsong „Goal Scoring Superstar Hero“ komponiert von Richard Joseph und Jon Hare. Das Original-SWOS beinhaltet ein paar Bugs, welche zu Reklamationen führten. Ein kostenloses Update, welches die Bugs ausmerzte, war im April 1995 erhältlich. (DOS-Version umgesetzt von Wave Software). |
| Sensible World of Soccer 95-96                         | 1995                 | Amiga, DOS | Verbesserte Version von SWOS. Chris Chapman, der Hauptprogrammierer, sagte, dass dies die Version war, welche sie eigentlich machen wollten (DOS-Version umgesetzt von Wave Software). |
| Sensible World Of Soccer European Championship Edition | 1995                 | Amiga, DOS | Verbesserte Version von SWOS (DOS Version umgesetzt von Wave Software). |
| Sensible World Of Soccer 96-97                         | 1996                 | Amiga, DOS | Team-Update (DOS-Version umgesetzt von Wave Software). |
| Sensible World Of Soccer 97-98                         | 1997                 | Amiga, DOS | Team-Update (DOS-Version umgesetzt von Wave Software). |
| Sensible Soccer 98                                     | 1998                 | DOS, Windows | 3D-Version, welche nicht sehr gut ankam, weil es keinen Bezug zum Original hatte. Zunächst sollte es Sensible Soccer 2000 heißen und wurde in einigen Magazinen auch unter diesem Namen vorgestellt. |
| Sensible Soccer 98 European Club Edition               | 1999                 | PlayStation, Windows | Verbesserte Version (Playstation-Version umgesetzt von Krisalis Software). |
| Sensible Soccer Mobile                                 | 2005                 | Java | Vertrieben von Tower Studios for Kuju Wireless (jetzt von Finesse Mobile). |
| Sensible Soccer 2006                                   | 2006                 | Windows, PS2, Xbox | Erstes neues Sensible Soccer nach 7 Jahren (Vertrieben von Kuju Entertainment mit Jon Hare). |
| Sensible Soccer Skillz                                 | 2006                 | Java | Vertrieben von Cobra Mobile 1 |
| Sensible World of Soccer                               | 2007                 | Xbox 360 | Eine Neuauflage des Original SWOS 96/97 Xbox Live Arcade. Es soll ein Onlinemodus hinzugefügt werden. |